# Fundo para o Desenvolvimento das Ciências e da Tecnologia
O Fundo para o Desenvolvimento das Ciências e da Tecnologia (FDCT) (em chinês: 科學技術發展基金[编辑] ), visa a concessão de apoio financeiro ao ensino, investigação e realização de projectos, no quadro dos objectivos da política das ciências e da tecnologia da Região Administrativa Especial de Macau. Além disso, o Fundo para o Desenvolvimento das Ciências e da Tecnologia possui 1% de participação da Sociedade do Metro Ligeiro de Macau, S.A.. 

## Legislação Orgânica
- Lei n.º 9/2000[1]
  - Estabelece as bases da política das ciências e da tecnologia da Rigião Administrativa Especial de Macau
- Regulamento Administrativo n.º 14/2004[2]
  - Cria o Fundo para o Desenvolvimento das Ciências e da Tecnologia
- Regulamento Administrativo n.º 6/2011[3]
  - Regulamento dos prémios para o desenvolvimento das ciências e da tecnologia
- Despacho do Chefe do Executivo n.º 235/2018[4]
  - Aprova o Regulamento da Concessão de Apoio Financeiro pelo Fundo para o Desenvolvimento das Ciências e da Tecnologia

## Finalidades
O Fundo para o Desenvolvimento das Ciências e da Tecnologia visa a concessão de apoio financeiro ao ensino, investigação e realização de projectos, no quadro dos objectivos da política das ciências e da tecnologia da Região Administrativa Especial de Macau.
Na prossecução dos seus fins, o Fundo para o Desenvolvimento das Ciências e da Tecnologia apoia, em especial, os seguintes projectos :
- Que contribuam para a generalização e o aprofundamento do conhecimento cientifico e tecnológico;
- Que contribuam para elevar a produtividade e reforçar a competitividade das empresas;
- Que sejam inovadores no âmbito do desenvolvimento industrial;
- Que contribuam para fomentar uma cultura e um ambiente propícios à inovação e ao desenvolvimento das ciências e da tecnologia;
- Que promovam a transferência de ciências e de tecnologia, considerados prioritários para o desenvolvimento social e económico;
- Pedidos de patentes.

O Fundo para o Desenvolvimento das Ciências e da Tecnologia pode ainda premiar as entidades que, de forma relevante, contribuam para as actividades de investigação e desenvolvimento científicos e tecnológicos.

## Órgãos
São órgãos do Fundo para o Desenvolvimento das Ciências e da Tecnologia:
- O Conselho de Curadores;
- O Conselho de Administração;
- O Conselho Fiscal.

A composição, competência e funcionamento dos órgãos referidos anterior são regulados pelos Estatutos do Fundo para o Desenvolvimento das Ciências e da Tecnologia.

## Conselho de Curadores
O Conselho de Curadores é composto por sete a onze membros. O mandato dos membros do Conselho de Curadores é de dois anos, renovável, e cessa por renúncia ou por ausência injustificada a três reuniões consecutivas ou seis interpoladas.

### Competências
Compete ao Conselho de Curadores:
- Garantir a manutenção dos fins do Fundo para o Desenvolvimento das Ciências e da Tecnologiae definir orientações gerais sobre o funcionamento, política de investimentos e concretização daqueles fins;
- Aprovar o seu regulamento interno;
- Apreciar as propostas de plano de actividades, orçamento anual e orçamentos suplementares, bem como de revisões e alterações orçamentais, a submeter à aprovação da entidade tutelar;
- Apreciar as contas de gerência, a submeter à aprovação da entidade tutelar;
- Propor ao Chefe do Executivo a alteração dos presentes Estatutos, ou a transformação ou extinção do Fundo para o Desenvolvimento das Ciências e da Tecnologia;
- Designar auditores de contas ou sociedades de auditores de contas registados na Região, para apreciação da situação financeira anual do Fundo para o Desenvolvimento das Ciências e da Tecnologia;
- Receber o relatório de actividades e respectivos elementos, apresentados trimestralmente pelo Conselho de Administração, e emitir directivas sobre o funcionamento e actividades deste último;
- Autorizar a aceitação de legados, heranças, donativos ou doações;
- Autorizar a aquisição de bens imóveis, e a alienação ou oneração de bens imóveis do património do Fundo para o Desenvolvimento das Ciências e da Tecnologia;
- Aprovar, sem prejuízo do disposto no n.º 3 do artigo 15.º, a concessão de apoio financeiro de valor superior a quinhentas mil patacas;
- Aprovar a criação de subunidades de apoio técnico e os respectivos regulamentos internos;
- Pronunciar-se sobre todos os assuntos que lhe sejam apresentados pelo Conselho de Administração ou pelo Conselho Fiscal.

## Conselho de Administração
O Conselho de Administração é composto por três membros, sendo um deles o seu Presidente. O mandato dos membros do Conselho de Administração é de dois anos e renovável. Os membros do Conselho de Administração não podem ser simultaneamente membros do Conselho de Curadores.

### Competências
Compete ao Conselho de Administração gerir o Fundo para o Desenvolvimento das Ciências e da Tecnologia e em especial:
- Definir a organização interna do Fundo para o Desenvolvimento das Ciências e da Tecnologia e aprovar as respectivas normas de funcionamento, designadamente as relativas ao pessoal e sua remuneração;
- Propor ao Conselho de Curadores a criação de subunidades de apoio técnico e a aprovação dos respectivos regulamentos internos;
- Praticar todos os actos de administração necessários ou convenientes à gestão do património e autorizar a realização de despesas indispensáveis ao funcionamento do Fundo para o Desenvolvimento das Ciências e da Tecnologia;
- Aprovar a concessão de apoio financeiro até ao valor de quinhentas mil patacas;
- Celebrar protocolos de cooperação e de intercâmbio com entidades congéneres, da Região ou do exterior, cujas actividades se integrem nos fins do Fundo para o Desenvolvimento das Ciências e da Tecnologia;
- Adquirir ou por qualquer forma alienar ou onerar direitos e bens móveis ou imóveis, estando, no entanto, a aquisição, alienação ou oneração de bens imóveis sujeita a autorização prévia do Conselho de Curadores;
- Elaborar e submeter à aprovação do Conselho de Curadores o plano de actividades anual, o orçamento e os orçamentos suplementares;
- Elaborar e submeter à aprovação do Conselho de Curadores o relatório de exercício e o relatório financeiro;
- Elaborar trimestralmente um relatório de actividades e submetê-lo ao Conselho de Curadores;
- Negociar e contratar empréstimos e prestar garantias, nos termos do disposto na alínea 3) do n.º 2 do artigo 5.º, mediante autorização do Conselho de Curadores;
- Promover, de acordo com as directivas do Conselho de Curadores, a realização de investimentos na Região Administrativa Especial de Macau ou no exterior, visando a optimização e valorização dos recursos do Fundo para o Desenvolvimento das Ciências e da Tecnologia;
- Instituir e manter sistemas de controlo contabilístico que reflictam, precisa e totalmente, em cada momento, a situação patrimonial e financeira do Fundo para o Desenvolvimento das Ciências e da Tecnologia;
- Constituir mandatários ou procuradores com os poderes que julgue necessários;
- Representar o Fundo para o Desenvolvimento das Ciências e da Tecnologiaem juízo ou fora dele e, mediante autorização do Conselho de Curadores, demandar, transigir ou desistir em processos judiciais ou recorrer à arbitragem;
- Propor ao Conselho de Curadores a modificação dos presentes Estatutos.

## Conselho Fiscal
O Conselho Fiscal é composto por três membros, sendo um deles o seu Presidente.O mandato dos membros do Conselho Fiscal é de dois anos e renovável. Os membros do Conselho Fiscal não podem ser simultaneamente membros dos demais órgãos.

### Competências
Compete ao Conselho Fiscal: 
- Examinar o balanço e contas de exercício anuais, consultar e obter o relatório independente elaborado por auditor de contas ou sociedade de auditores de contas sobre a situação financeira do Fundo para o Desenvolvimento das Ciências e da Tecnologia e elaborar o respectivo parecer anual;
- Verificar trimestralmente a situação financeira do Fundo para o Desenvolvimento das Ciências e da Tecnologia, com vista a garantir a sua regularidade;
- Solicitar ao Conselho de Administração a colaboração necessária ao cumprimento das suas atribuições;
- Propor ao Conselho de Curadores a modificação dos Estatutos;
- Exercer outras atribuições de fiscalização a pedido do Conselho de Curadores.